# کاتری رایک
کاتری رایک (استونیایی: Katri Raik؛ زادهٔ ۲۶ اکتبر ۱۹۶۷) سیاست‌مدار اهل استونی است.
وی از سال ۲۰۱۸ تا ۲۰۱۹ وزیر کشور استونی بوده است.